# PFC Rilski Sportist Samokov
Maillots
Le Professionalen Futbolen Klub Rilski Sportist Samokov (en bulgare : Професионален Футболен Клуб Рилски спортист Самоков), plus couramment abrégé en Rilski Sportist Samokov, est un club bulgare de football fondé en 1924 et basé dans la ville de Samokov.

## Historique
- 1924 : fondation du club

## Palmarès
| Compétitions nationales                                             |
| ------------------------------------------------------------------- |
| - Championnat de Bulgarie D2 (2) : - Champion : 2001-02 et 2005-06. |

## Personnalités du club

### Présidents du club
- Yuri Galev
- Dimitar Dzhorgov

### Entraîneurs du club
- Voin Voinov
- Ventsislav Arsov
- Petar Adzhov